# Peter Johnstone (matemático)
Peter Tennant Johnstone (1948) é um matemático britânico. É professor de fundamentos da matemática da Universidade de Cambridge e fellow do St John's College. Inventou e desenvolveu algumas ideias em teoria dos topos. Obteve um doutorado na Universidade de Cambridge em 1974, orientado por Frank Adams, com a tese Some Aspects of Internal Category Theory in an Elementary Topos.
Recebu juntamente com Peter Cameron o Prêmio Whitehead de 1979.

## Livros
- Johnstone, Peter (1977), Topos Theory, ISBN 978-0-12-387850-2, Academic Press, Zbl 0368.18001.

— "[F]ar too hard to read, and not for the faint-hearted"
- Johnstone, Peter (1982), Stone Spaces, ISBN 978-0-521-33779-3, Cambridge University Press, Zbl 0499.54001.
- Johnstone, Peter (1987), Notes on Logic and Set Theory, ISBN 978-0-521-33692-5, Cambridge University Press.
- Johnstone, Peter (2002), Sketches of an Elephant: A Topos Theory Compendium. I, II, ISBN 978-0-19-852496-0, Oxford University Press, Zbl 1071.18002